# Paul Mondoloni
 (avril 2023).
Pour les articles homonymes, voir Mondoloni.
Paul Damien Mondoloni, dit Monsieur Paul ou Petit Paul, est un vétéran du crime organisé corse et de la French connection. Il est né le 27 septembre 1916 à Sartène (Corse). Il a été tué le 22 juillet 1985 à Marseille,. Il est connu pour avoir longtemps agi en toute impunité. Il passe pour être l'intermédiaire de Cosa Nostra en France.

## Casse de la Begum
Il se fait connaître la première fois à Paris, sous l'Occupation, où il trafique les tickets de rationnement. Attrapé, il sera condamné à dix ans de travaux forcés et envoyé à la centrale d'Eysses, où il rencontre Jean-Baptiste Croce. Il s'en évade en 1944. Son premier gros coup, et le plus fameux braquage d'après-guerre, se passe le 3 août 1949. Il fait partie de l'équipe qui braque l'homme le plus riche du monde à l'époque, l'Aga Khan, chef des musulmans ismaéliens, et sa femme la Begum avec une Traction Avant. Les voleurs s'emparent du sac de la Begum qui contient des diamants d'une valeur de 213 millions de francs. Le coup est préparé par un ponte du milieu marseillais, Paul Leca. L'équipe se fait prendre, sauf Sennanedj, abattu par les autres auteurs du casse car découvert trop tôt par la police et Mondoloni. Mais Mondoloni, quant à lui, paye sa caution en 1952 et s'enfuit à Cuba. Il est condamné aux travaux forcés à perpétuité par contumace.
Mais l'affaire ne s'arrête pas là. Un des participants, Jacques Benedetti, nourrit une rancune tenace car condamné à huit ans de prison et il décide de se venger. Une fois libre, il abat Dominique Nicoli, oncle de Mondoloni, le 14 juillet 1958 sur la terrasse de sa brasserie du Vieux-Port[Lequel ?]. Les coups de feu ont été couverts par le bruit des feux d'artifice. Arrêté et condamné pour le meurtre de Nicoli, Benedetti ne sort de prison qu'en 1975 et part régler ses comptes avec Mondoloni en 1976 à Sartène. Mondoloni se fait tirer dessus, il survit. La vengeance ne se fait pas attendre. En avril 1976, Benedetti est abattu de vingt balles de 11,43.

## French Connection
Fin 1952, Paul Mondoloni est envoyé au Mexique avec Jean-Baptiste Croce par son mentor Ansan Bistoni, dit l'Aga Khan. Ils rejoignent Antoine D'Agostino, ancien collaborateur, pour l'aider à monter une nouvelle filière pour le trafic d'héroïne. D'Agostino, avec l'arrestation de ses deux plus proche associés, Joseph Orsini et François Spirito, n'arrive plus à envoyer de la drogue aux États-Unis. Il apprend tous les rouages du trafic de drogue aux deux nouveaux arrivés.
Mais lors de leur première transaction, début 1953, ils sont arrêtés au Texas avec la marchandise. Ils passent plusieurs mois en prison, ils sont extradés vers le Mexique où ils reprennent leurs activités. Leurs apports à cette filière mexicaine fut par la suite d'une grande utilité. Du moins jusqu'en 1955, date à laquelle D'Agostino est arrêté.
Croce et Mondoloni, après avoir pris des contacts en Italie et en France, partent alors pour le Canada. À Montréal, ils se rapprochent des parrains locaux, Lucien Rivard et les frères Cotroni et ils s'associent à eux dans le trafic d'héroïne. Une nouvelle filière est montée avec Ansan Bistoni et son ami Gebriel Graziani, Dominique Nicoli, fournisseur d'héroïne et oncle de Mondoloni, Dominique Albertini, chimiste surdoué et les frères Venturi, dont l'un, Jean a été rencontré par Croce et Mondoloni au Canada. Le réseau utilise des voitures bourrées d'héroïne. Embarquées à Barcelone, elles sont ensuite envoyées à Montréal ou Véra Cruz d'où elles partent pour New-York. Cette filière permet à l'équipe de faire rentrer environ trente kilos d'héroïne aux États-Unis chaque mois.
À cette période, Croce et Mondoloni sont des trafiquants aguerris et sont devenus des piliers de la French Connection avec leur ami Bistoni. En 1956, ils partent s'installer à Cuba où ils prennent des parts dans plusieurs boîtes de nuit et touchent des commissions sur les machines à sous de la Havane. Les derniers contacts italo-américains qu'ils leur manquaient sont pris sur place et permettent de grossir les filières déjà existantes ou d'en créer des nouvelles.
Néanmoins, en novembre 1956, Paul Mondoloni est arrêté et extradé vers la France, malgré toutes les précautions qu'il prenait pour ne pas être pris, notamment les nombreux changements d'identités. Il y est jugé en 1957 pour l'affaire de la Bégum et n'écope que de deux ans de prison et ressort en juillet 1957 pour s'installer au Mexique. Par la suite, il ne cesse de voyager pour organiser le trafic : en France, en Espagne, à Cuba, en Amérique du Sud... Il semble aussi qu'il ait mis sur pied une filière passant par l'Italie en association avec des parrains de la mafia sicilienne, filière baptisée du nom de Pizza Connection.
Paul Mondoloni devient ainsi l'un des piliers de la French Connection, même si son ami Croce aura pris plus de poids dans le trafic. Mondoloni ne sera jamais arrêté pour trafic d'héroïne, tandis que Croce sera condamné à dix-huit ans de prison dans l'affaire du chalutier des Caprices des Temps en 1973.
Il fut l'associé de Marcel Francisci.
Paul Mondoloni meurt assassiné, criblé de balles le 29 juillet 1985, sur le cours Joseph-Thierry, dans le centre de Marseille.